# Antoine Brison
Antoine Brison (* 29. März 1992) ist ein ehemaliger deutscher Jugenddarsteller.

## Karriere
Brison spielte von März 2006 die Rolle des René Dupont in der Kinder- und Jugendserie Schloss Einstein, wo er bis zum Drehortwechsel nach Erfurt für rund 70 Folgen im Cast der Serie war. Darüber hinaus wirkte er von 2007 bis 2009 als Nebenrolle in der Fernsehproduktion Doctor’s Diary mit und hatte in dieser Zeit auch Rollen in weiteren Serien- und Filmproduktionen.
Danach trat er als Schauspieler nicht mehr weiter in Erscheinung, sondern studierte an der ETH Zürich Environmental Engineering.

### Filmografie
- 2006–2007: Schloss Einstein, Hauptcast (René Dupont)
- 2008: Doctor’s Diary, Nebencast (Marc Meier als Kind, sechs Episoden)
- 2008: Mein Schüler, seine Mutter & ich (Film, als Rapper)
- 2009: SOKO Wismar, Gastrolle (Kai Franke)
- 2010: Drei gegen einen (Film, Rolle: Chris)